# Zecca di Como
La zecca di Como fu l'ente preposto alla coniazione delle monete a nome della città di Como. Fu Federico I, detto il Barbarossa, a concedere il diritto di battere moneta alla città sua alleata, probabilmente dopo il 1183 e comunque non prima del 1162.
La zecca di Como coniò monete a nome degli imperatori che si succedettero, oppure a nome del Comune, fino a quando non venne chiusa sotto i Visconti, probabilmente nel 1416.
I nominali coniati furono essenzialmente grossi e denari, coi relativi sottomultipli, seguendo lo standard del Sacro Romano Impero.

## Storia
Il diploma imperiale che concedeva alla città di Como il diritto di battere moneta porta la firma di Federico Barbarossa, ma la copia che ci è rimasta non è datata, pertanto esiste tuttora grande confusione circa il momento preciso in cui Como cominciò a battere moneta. Giuseppe Rovelli, nella sua opera del 1794, lo inserì dopo un atto del 1178 e questo ha indotto la maggior parte degli storici successivi a considerare tale data come quella di nascita della zecca. Anche Cesare Cantù prese per buona la notizia, ma altrove nella sua Storia della città e diocesi di Como (1856) si contraddice, sostenendo che il privilegio rimontava al 1162. Altri autori posizionarono indietro la data sino al 1150. Tuttavia, manca a tutt'oggi una prova definitiva.

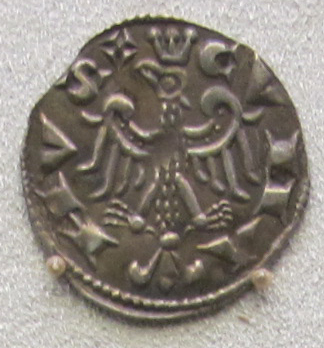
Grosso con aquila coronata e legenda cvmanvs

Appare plausibile che la città abbia cominciato a battere moneta solo dopo che ne fu autorizzata dall'imperatore. Non è chiaro quando questo avvenne, ma è probabile che dovette essere dopo la pace di Costanza, perché uno dei primi nominali coniati (il "denaro nuovo" di Milano) era stato messo al bando nel territorio imperiale sin dal 1155 e tornò nella legalità soltanto dopo la riappacificazione tra Federico I e il Comune milanese, del 1183 appunto. Gli autori che fanno risalire il diploma indietro fino al 1162 non sembrano tenere in considerazione questo fatto.
Monete comasche, nella fattispecie denari mezzani ed oboli scodellati, sono state ritrovate in alcuni ripostigli, tutti però databili alla metà del XIII secolo. Tuttavia, i ritrovamenti hanno permesso di stabilire una corretta cronologia delle emissioni, che in precedenza era stata proposta per tentativi. Questo grazie alla presenza, in uno di questi ripostigli, di monete piacentine sicuramente databili a dopo il 1238 e per alcune considerazioni relative allo stile dei conii. Così, le monete con la legenda cvmanvs sono quasi certamente più antiche di quelle caratterizzate dalla parola cvmis, prodotte quasi certamente solo dopo il 1250 circa. Dopo la morte di Federico II, la zecca coniò monete a nome degli imperatori Enrico IV (1308-1313) e Lodovico IV (1314-1347). 
Ma dal 1327 la città cadde in dominio dei signori Rusca, una delle più antiche e nobili famiglie comasche, quando Franchino I instaurò una signoria personale su città e contado. Egli divenne vicario imperiale e poté, così, coniare monete a proprio nome affiancandolo a quello dell'imperatore. Tale situazione durò però solo fino al 1335, quando i Visconti rovesciarono la signoria dei Rusca e annessero la città al Ducato di Milano. In particolare, dal 1339 la zecca comasca coniò nominali per Azzone Visconti. Alcuni numismatici hanno anche pensato che il duca Azzone avesse spostato a Como la maggior parte della produzione monetaria, a scapito della stessa zecca di Milano. In ogni caso, durante l'interregno tra la cacciata di Franchino Rusca e l'ingresso in città di Azzone Visconti, la zecca coniò grossi anonimi caratterizzati dalle legende cumanus e s abondius.
I successori di Azzone Visconti, probabilmente, chiusero la zecca e Como rimase senza un atelier monetario fino al 1408, quando Franchino II restaurò la signoria dei Rusca sulla città. Egli riprese dunque la coniazione regolare, proseguita dal figlio Loterio IV alla sua salita al potere nel 1412. Loterio Rusca morì quattro anni dopo e i Visconti, riassoggettata la città, chiusero definitivamente la zecca.

## Nominali emessi

### Il Comune a nome dell'imperatore
Sotto il Barbarossa, la zecca di Como coniò tre nominali in argento:
- Grossi da un soldo di denari imperiali
- Grossi da mezzo soldo
- Grossi da 4 denari imperiali

E due nominali in mistura:
- Denari mezzani scodellati (1/2 denario imperiale)[5]
- Oboli scodellati (1/4 di denario imperiale)

La legenda sui grossi da 4 denari: al diritto FREDERICUS IMPERT e CUMANUS, aquila coronata nel campo, è riscontrabile sino al 1238.
Le monete rimasero identiche sotto Federico II, almeno sino al 1250, quando l'aquila fu rappresentata senza corona. Tra la fine del Duecento e gli inizi del Trecento la legenda fu modificata in FREDERICUS IMPERT e CIVITAS CUMANA, similmente a quanto accaduto nello stesso periodo per le monete milanesi.
Il Comune emise poi, a nome di Enrico VII, grossi da 2 soldi e grossi da 6 denari imperiali in argento, nonché denari in mistura. Queste monete furono emesse tra il 1310 ed il 1313, anno della morte dell'imperatore ed erano molto simili alle contemporanee monete di Milano.
Grossi da 2 soldi e denari in mistura furono coniati sotto il lungo regno di Ludovico il Bavaro; se ne conoscono diverse varianti. Potrebbero essere stati coniati anche dopo l'ascesa alla signoria di Franchino I.

### La signoria
Di Franchino I, nominalmente vicario imperiale, si conoscono soltanto grossi da due soldi, nel rovescio dei quali compaiono le iniziali f r a simboleggiare la sua signoria sulla città. In ogni caso, la moneta è ancora emessa a nome dell'imperatore.
Nel 1335 il Comune conia per breve tempo grossi da due soldi in argento, a proprio nome.
Azzone Visconti, dal 1335 al 1339, conia grossi da due soldi e da un soldo, nonché denari imperiali in mistura.
Dopo la lunga pausa, con Franchino II Rusca inizia l'ultima fase di vita della zecca comasca. A suo nome esistono pegioni d'argento, sesini in mistura e bissoli. Infine, a nome di suo figlio Loterio IV conosciamo esclusivamente sesini in mistura.